# Mandy Capristo
Mandy Grace Capristo, ou simplement Mandy Capristo, née le 21 mars 1990 à Mannheim, est une auteure-compositrice-interprète, chanteuse, danseuse, pianiste et mannequin allemande.

## Biographie
Mandy grandit avec ses parents d'origine allemande et italienne (qui se sont séparés) et son frère. Elle vit à Bürstadt (Allemagne).
Très jeune, elle commence le ballet, puis la gymnastique et la danse. Elle prend également des leçons de piano. Capristo se dit influencée par le groupe Destinys Child.
Elle gagne un concours de jeunes talents et son premier album est numéro un en Autriche à sa sortie.
En 2006, elle devient membre du groupe Monrose avec Bahar Kizil et Senna Guemmour. Deux de leurs singles seront numéro un et 10 figureront au top dix.
En 2010, elle est élue par le magazine FHM Sexiest Woman of the World 2010.
Le 16 mars 2012, leur single "The Way I Like It" sort dans les bacs. Ce dernier est écrit par David Jost, qui a également travaillé pour Tokio Hotel et Keri Hilson. Son album s'intitule Grace,.

## Discographie

### Albums
| Année | Titre | Classements | Classements | Classements | Classements |
| Année | Titre | ALL         | AUT         | SUI         |             |
| ----- | ----- | ----------- | ----------- | ----------- | ----------- |
| 2012  | Grace | 8           | 28          | 21          |             |

### Singles
| Année | Titre                   | Classements | Classements | Classements | Classements |
| Année | Titre                   | ALL         | AUT         | SUI         |             |
| ----- | ----------------------- | ----------- | ----------- | ----------- | ----------- |
| 2012  | The Way I like it Grace | 11          | 30          | 29          |             |

## Vie privée
Elle était en couple avec le footballeur Mesut Özil de 2013 jusqu'en octobre 2014.

## Animation
- 2015 : Deutschland sucht den SuperStar (12e saison) : Juge